# Cuculus
Cuculus är ett släkte fåglar i familjen gökar (Cuculidae). Det finns representerat i större delen av gamla världen, även om den största mångfalden arter finns i de tropiska delarna av södra och sydöstra Asien. Deras bevarandestatus är god: samtliga arter är listade som livskraftiga på Internationella naturvårdsunionen:s röda lista. Tidigare fördes hökgökarna i släktet Hierococcyx samt ibland även blek buskgök (Cacomantis pallidus) till Cuculus.

## Arter i taxonomisk ordning
Efter AviList:
- Svartgök (Cuculus clamosus)
- Rödbröstad gök (Cuculus solitarius)
- Smågök (Cuculus poliocephalus)
- Sulawesigök (Cuculus crassirostris)
- Kortvingad gök (Cuculus micropterus)
- Afrikansk gök (Cuculus gularis)
- Madagaskargök (Cuculus rochii)
- Himalayagök (Cuculus saturatus)
- Sundagök (Cuculus lepidus)
- Gök (Cuculus canorus)
- Tajgagök (Cuculus optatus)